# Шату
Шату (фр. Chatou) је насељено место у Француској у Париском региону, у департману Ивлен.
По подацима из 2011. године у општини је живело 30.281 становника, а густина насељености је износила 5960,83 становника/km².

## Демографија
| 1962.  | 1968.  | 1975.  | 1982.  | 1990.  | 2011.  |
| ------ | ------ | ------ | ------ | ------ | ------ |
| 21.655 | 22.619 | 26.550 | 28.437 | 27.977 | 30.281 |